# Angeli reggi fiaccola
Gli Angeli reggi fiaccola sono due sculture in marmo di Carrara (h 260 cm) di Giuseppe Sanmartino datate intorno al 1787 e collocate ai lati della balaustra absidale della chiesa dei Girolamini di Napoli.
Si tratta dell'opera più nota e prestigiosa dello scultore napoletano, dopo quella del Cristo velato.

## Storia
Commissionati dai padri Oratoriani nel 1786, gli angeli furono eseguiti e collocati in chiesa già l'anno successivo.
Questi scamparono al bombardamento della chiesa durante il secondo conflitto mondiale che causò il crollo di parte del tetto e del soffitto cassettonato della navata.
Trasferiti al museo di Capodimonte nel 1979 per la mostra Civiltà del Settecento a Napoli, furono sottoposti a restauro e posti per motivi conservativi in una sala dedicata a Luca Giordano per poi essere ricollocati solo nel 2013 nella loro sede originaria, grazie all'opera del curatore Umberto Bile.

## Descrizione

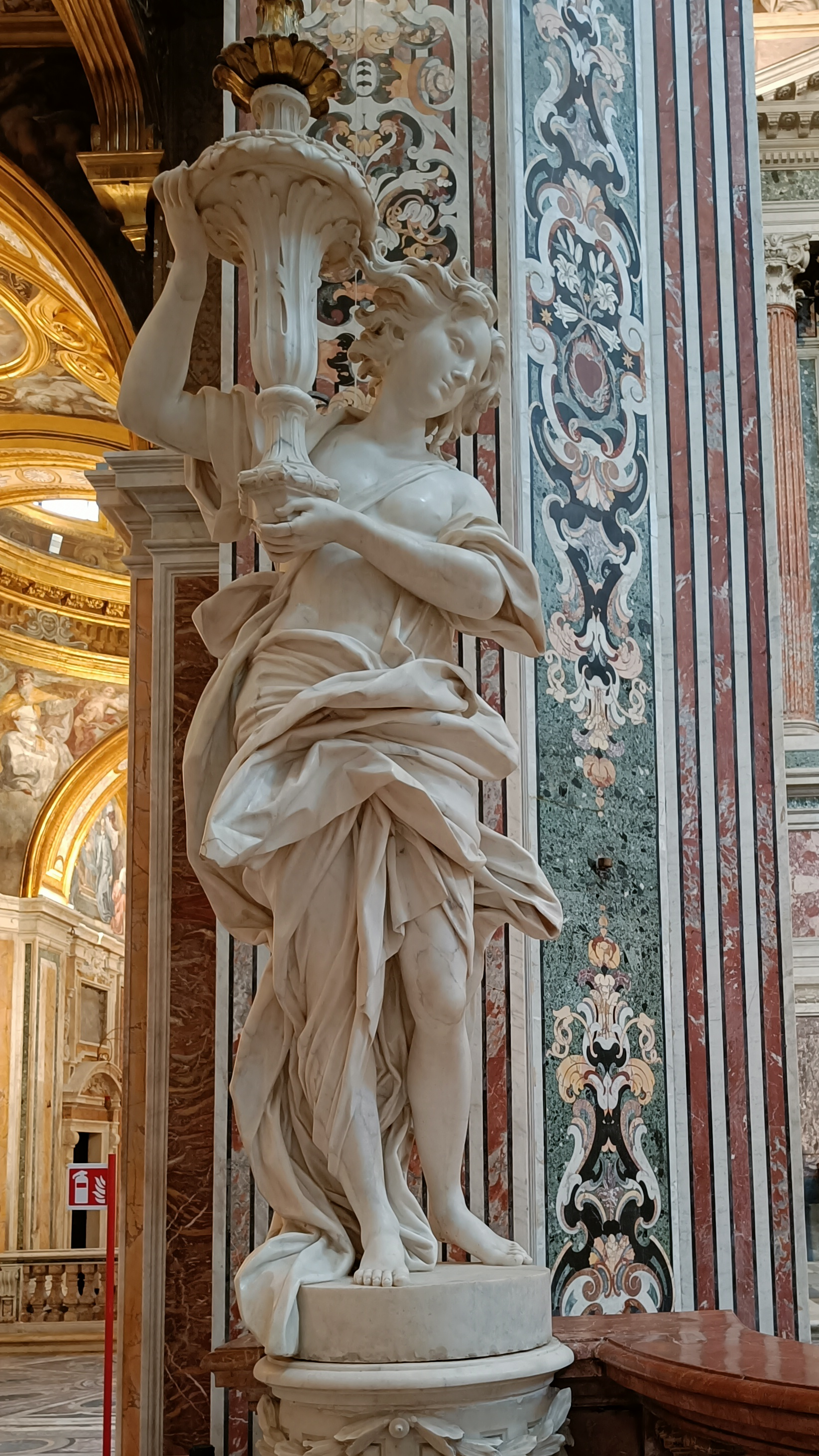
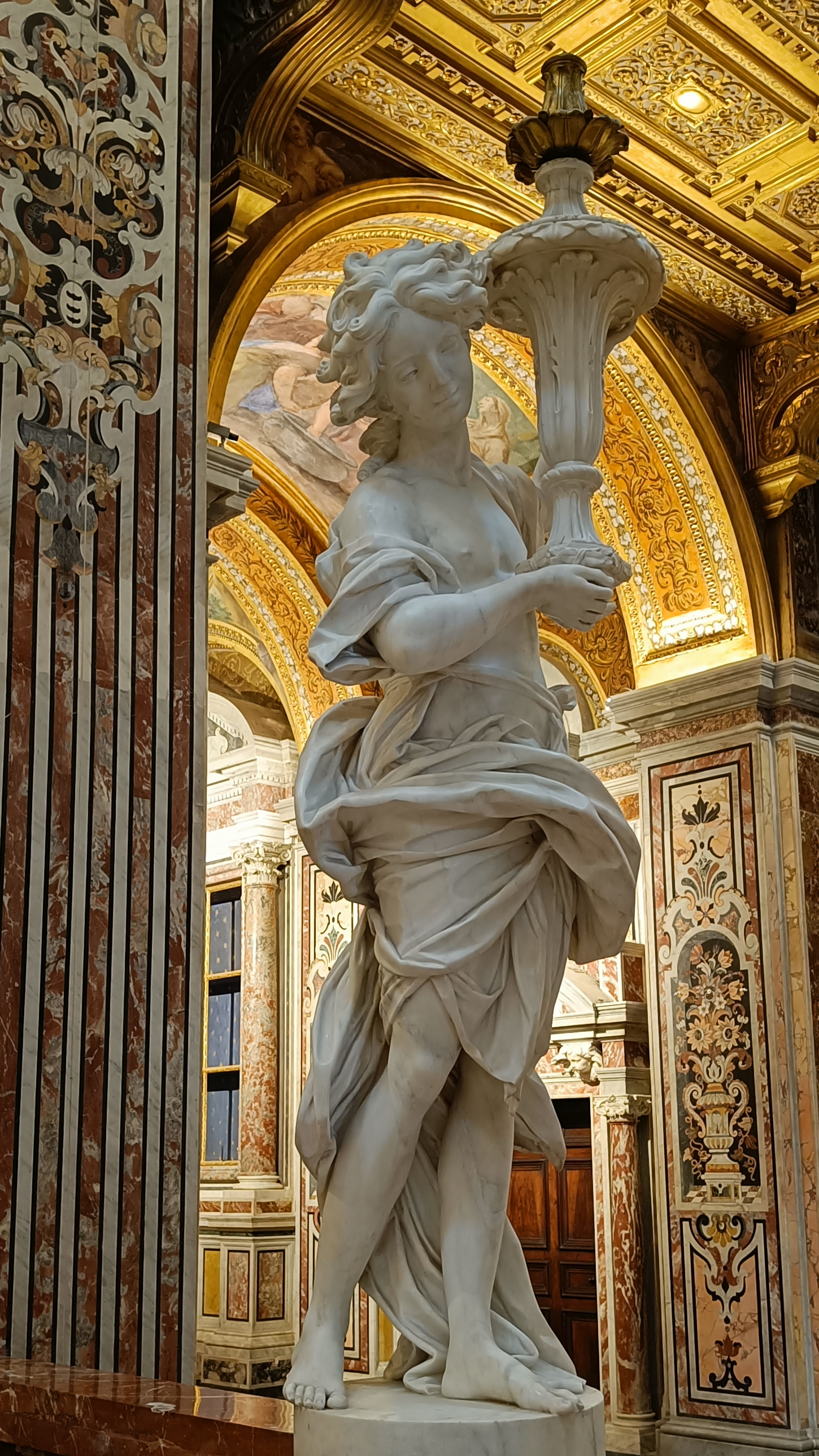

Le opere hanno un'altezza di 260 cm, seppur gli angeli hanno un'altezza di 196 cm, e sono poste ai lati della balaustra che circonda il presbiterio.
Lo scultore napoletano, autore del celeberrimo Cristo velato, crea effetti di raro virtuosismo utilizzando un linguaggio ancora legato alla cultura figurativa del barocco e del rococò. I panneggi degli angeli hanno un disegno molto elaborato che infonde alla materia un senso di leggerezza e suggestivi riflessi luminosi, mentre i capelli sembrano scompigliati dal vento. Gli angeli accennano un sorriso rassicurante che dialoga con lo sguardo dello spettatore che si avvicina all'altare maggiore.

I piedistalli di 64 cm in marmo rosso di Francia su cui sono gli angeli furono eseguiti dal marmoraro Antonio Di Lucca sempre intorno al 1787.